# ウォースパイト (戦艦)
ウォースパイト（HMS Warspite）は、イギリス海軍のクイーン・エリザベス級戦艦2番艦。ウォースパイトは第二次世界大戦中の1943年にアンドルー・カニンガム中将が語った「気高き老婦人」とのコメントから、敬意をこめて「オールド・レディ」と呼ばれるようになった。
第一次世界大戦では同型艦と共にユトランド沖海戦に参加して大破したものの、沈没は免れる。また、改装を経て第二次世界大戦でも大西洋、地中海、インド洋と各地で戦った。
艦名は、古英語では「戦争を軽蔑 (spite) する」という意味だが、建造された20世紀初頭には口語で「キツツキ」という意味も持つようになっており、キツツキの絵はこの戦艦のシンボルとなった。同じ艦名を持つ艦としては7代目にあたる。

## 艦歴
「ウォースパイト」を含むクイーン・エリザベス級戦艦は最初の大口径砲を搭載した戦艦「ドレッドノート」が完成した時の第一海軍卿であったジャッキー・フィッシャー提督が構想設計に携わり、海軍大臣ウィンストン・チャーチルの働きかけによって建造が決定された。1912年10月31日、デヴォンポート海軍工廠で起工した。
1913年11月26日に進水し、1915年3月8日に竣工、同年4月にエドワード・モンゴメリー・フィルポッツ艦長の指揮下で就役した。「ウォースパイト」は本国艦隊（別名グランド・フリート）の第2戦艦戦隊に加わり、砲撃試験を含む海上公試を行った。海上公試にはチャーチルが出席し、正確かつ大威力の15インチ (380 mm) 砲の射撃に好印象を受けた。1915年後半には随伴する護衛の駆逐艦が誤って小型船用の水路に案内したため座礁したが、損傷は軽微だった。ロサイスとジャローで2か月間修理を行った上で本国艦隊に復帰し、新たにクイーン・エリザベス級戦艦のみで構成される第5戦艦戦隊に加わった。ところが12月の初めには訓練中に姉妹艦の「バーラム」と衝突事故を起こして艦首を大破し、いったんスカパ・フローへ引き返した後、修理のためデヴォンポート海軍工廠に入った。修理が終わったのは1915年のクリスマス・イヴであった。

### 第一次世界大戦

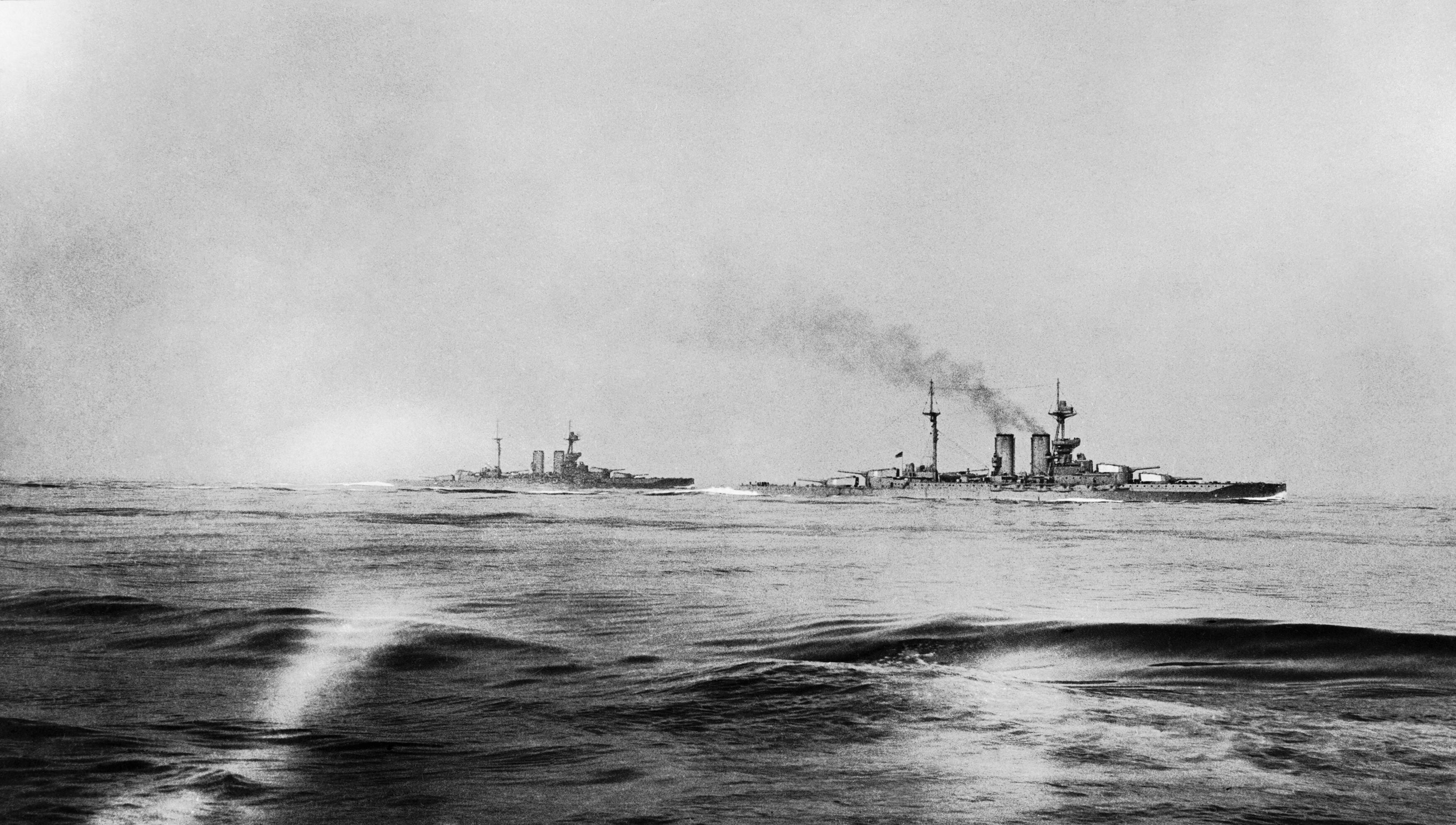
ユトランド沖海戦に参加する「マレーヤ」と「ウォースパイト」

1916年に「ウォースパイト」を含む第5戦艦戦隊は一時的にデヴィッド・ビーティ指揮下の巡洋戦艦部隊に編入された。同年5月31日、「ウォースパイト」は初の戦歴にして第一次世界大戦においてドイツ帝国海軍との最大の海戦であるユトランド沖海戦に参加した。信号の誤りにより第5戦艦戦隊は優速の巡洋戦艦に置き去りにされてしまい、ドイツ大洋艦隊の集中砲火に晒されたが、「ウォースパイト」はこの際に巡洋戦艦「フォン・デア・タン」に初の命中弾を得ている。「グローサー・クルフュルスト」「マルクグラーフ」の2戦艦にも命中させた。
「ウォースパイト」は姉妹艦の「ヴァリアント」と衝突を避けるため旋回したが、旋回中に舵が故障してしまった。「ウォースパイト」は大きく旋回することしかできなくなったが、フィルポッツ艦長は停止や後退よりも良いと判断して針路を変更しなかった（この機動は、後にウィンディ・コーナーと呼ばれた）。これを見たドイツの巡洋戦艦が大破させて無力化した装甲巡洋艦「ウォーリア」から「ウォースパイト」にターゲットを変更したため、偶然にも「ウォーリア」を危険から救う結果になった（ただし「ウォーリア」は結局沈没している）。生き残った「ウォーリア」の乗員は、自分達を救うために意図的にそうしたものと思い、「ウォースパイト」に大きな称賛を寄せた。「ウォースパイト」は旋回中に舵の修理を行い、13発の命中弾を浴びながらも持ち堪えて2回目の円運動の頃には修理が完了した。しかし測距儀と送信機は故障して射撃できるのはA砲塔しかない有様で、10分間停泊して修理をする許可が与えられたため何とか修理できた。日没と共に本国艦隊がドイツ大洋艦隊に砲火を浴びせて突っ切り、「ウォースパイト」も難を逃れることができたものの、この後も艦歴を通じて舵のトラブルには悩まされた。
「ウォースパイト」の船体には150もの穴が開き、死者14名・負傷者16名を出すなど深刻な損傷にも関わらず戦闘を続けていたが、第5戦艦戦隊の指揮官ヒュー・エヴァン＝トーマス少将は本土に帰還するよう命じた。帰還中の6月1日にドイツ潜水艦の襲撃を2度受けたが、魚雷は2発とも不発に終わった。その後、「ウォースパイト」の前方に潜水艦が浮上したため体当たりしようとしたが、失敗した。「ウォースパイト」は沈没することなくロサイスに到着し、2か月にわたって修理が行われた。
修理を終えた「ウォースパイト」は再び第5戦艦戦隊に加わった。しかし、夜間砲撃訓練中にまたも「ヴァリアント」と衝突してしまい、ロサイスで修理を受けることになった。この事故でフィルポッツ艦長は処分を受け、第一海軍卿ジョン・ジェリコー大将の補佐として陸上勤務に下げられた。1917年6月には駆逐艦と衝突したが、修理が必要なほどの損傷はなかった。「ウォースパイト」はスカパ・フロー泊地に係留され、同年6月9日には同地で戦艦「ヴァンガード」の弾薬庫爆発事故に遭遇した。
1918年に「ウォースパイト」のボイラー室で火災が発生し、修理を受けることになった。大戦が終結するとドイツ大洋艦隊をスカパ・フローへ受け入れるため、11月21日に本国艦隊と出撃した。

### 戦間期
「ウォースパイト」は1919年に新たに設けられた大西洋艦隊の第2戦艦戦隊に加わり、毎年春には地中海に巡航するようになった。1924年、ジョージ5世が臨席する英国艦隊観艦式に参加した。その年の後半から近代化改装が行われ、煙突を2本から1本にするなど上部構造物を改修し、魚雷に対する防御力を高めるため船腹のバルジを強化した他、3インチ高角砲が4インチ対空砲に換装され、魚雷発射管の半数が撤去された。1926年に近代化改修を終えると、地中海艦隊の旗艦となった。1927年にはエーゲ海で海図にない暗礁に衝突し、修理のためポーツマスに戻った。
1930年には再び大西洋艦隊に編入された。1931年9月のインヴァーゴードン反乱では演習を前にした大西洋艦隊の多くの艦が水兵に占拠される中でも海上にあったが、後に3人の水兵が退艦させられている。1933年3月にはポルトガル沖で濃霧のためルーマニア客船と衝突したが、大修理が必要なほどではなかった。
1934年3月から1937年3月にかけて、総工費2,363,000ポンドを投じて大規模な近代化改修が行われた。この改修により外観は大きく変わり、能力も向上して実質的に新しい艦となった。この戦間期2度目の大改装は、キング・ジョージ5世級戦艦のテストベッドを兼ねていた。
- 機関：ヤーロー式ボイラー24缶を撤去し、新たに6室のボイラー室を設けてそれぞれにアドミラルティ三胴型ボイラーが据え付けられた。また、蒸気タービンはパーソンズ式ギアードタービンに更新され、新設された4室のタービン室に収められた。これにより機関出力は80,000shpに向上し、燃費も24ノット時に毎時41トンから24トンに改善された。新型機関への換装により1,500トンも軽量化でき、その分が装甲と武装の強化に充てられた[22]。
- 装甲：A砲塔前面とボイラー室などに1,100トンの装甲が追加され、装甲厚は弾薬庫上面で5インチ、機械室上面で3.5インチに増やされた[23]。機関室が複数の部屋に分けられて隔壁が追加されたことで、船体の強度も高まった[24]。
- 武装：最後まで残っていた魚雷発射管は撤去され、6インチ砲も艦首側・艦尾側の計4門が撤去された[22]。対空防御のため4インチ連装高角砲4門と8連装ポンポン砲4門が追加され、主砲塔のうち2基に50口径機関銃が設置された[22]。主砲塔は最大仰角を20°から30°に増加する改修が行われ、6 C.R.H.砲弾の射程が9,000ヤード延びて最大32,300 yd (29.5 km)になった[25]。射撃管制も近代化され、主砲にはA.F.C.T. Mk.VII、対空防御には高角射撃指揮装置 (HACS) MkIII* が取り付けられた[22]。

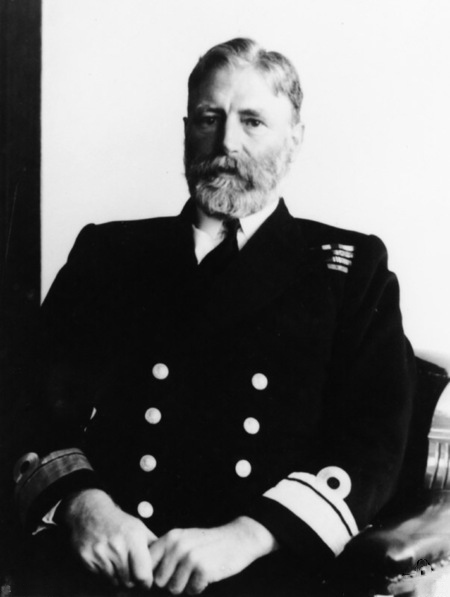
ヴィクター・クラッチレー艦長 (少将)

上部構造も一新され、航空機格納庫とクレーン2基が追加された。格納庫には4機格納できたが、2機しか搭載しないのが常だった。艦載機は1938年から1941年まではフェアリー ソードフィッシュ、1942年から1943年まではスーパーマリン ウォーラスであった。三脚型マストは撤去され、旗艦機能を充実させるため装甲された艦橋が設けられた。
1937年にヴィクター・クラッチレー艦長の指揮下で艦隊に復帰した。ダドリー・パウンド提督が座乗する地中海艦隊の旗艦となる予定だったが、機関の不調とユトランド沖海戦の古傷である舵のトラブルで出航が遅れてしまった。

### 第二次世界大戦
1939年6月にアンドルー・カニンガム中将が地中海艦隊の司令官代理に任官した。同年の9月3日にイギリスはフランスとともにナチス・ドイツに宣戦布告し、第二次世界大戦が始まった。10月28日、「ウォースパイト」は本国艦隊に加わるためマルタへ向け出発。しかし、11月6日にジブラルタル到着すると船団護衛のためカナダのハリファックスへ向かうよう命じられた。ハリファックスには11月14日に着き、4日後にHX9船団（HX 9）を護衛して東へ向かった。その途中の11月23日、イギリスの仮装巡洋艦「ラワルピンディ」がドイツ海軍艦艇によって撃沈された。イギリス艦隊は敵捕捉のため出撃し、11月24日には「ウォースパイト」も船団から離れて北北東へ向かうよう命じられた。11月27日にはデンマーク海峡を通過し、捜索活動を行ったが敵は発見できず、12月4日にグリーノックに停泊した。その後も船団護衛に従事した。1940年2月27日には国王ジョージ6世がウォースパイトを訪れた。

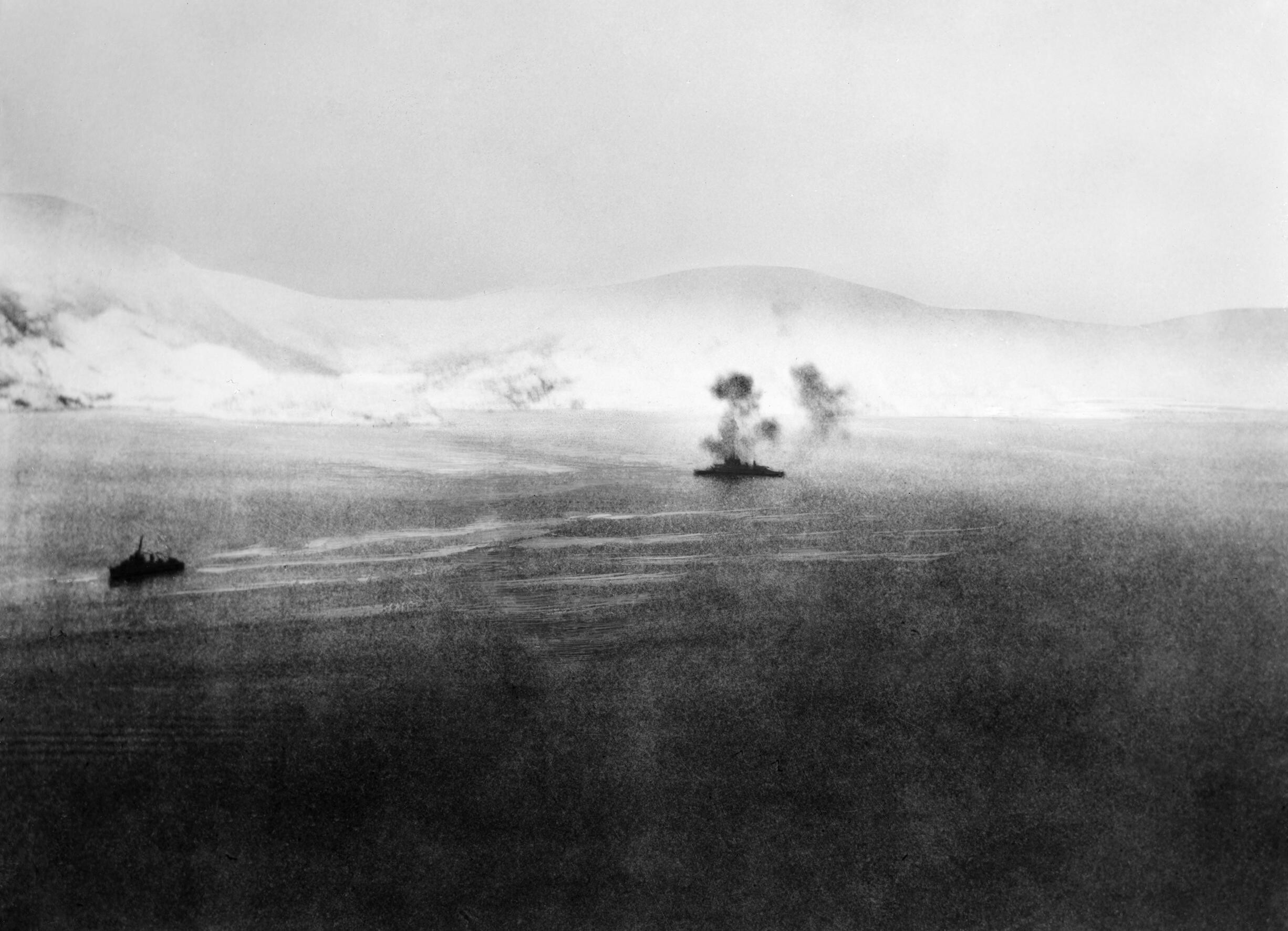
1940年にノルウェーで作戦行動を行う

1940年4月のドイツ軍によるノルウェー侵攻により、「ウォースパイト」もノルウェー沖に展開した。4月13日、ジョッキー提督（ウィリアム・ホイットワース中将）は巡洋戦艦「レナウン」から旗艦を「ウォースパイト」に移した。そして、ナルヴィクを占領したドイツ軍部隊の攻撃に向かった。同日、オフォトフィヨルド偵察のためにウォースパイトを発進したソードフィッシュ（水上機型）はドイツ駆逐艦2隻の存在を報告した後、ナルヴィク北方のヘルヤングズ・フィヨルドに停泊していたドイツ潜水艦「U-64」に100ポンド対潜爆弾2発を投下して撃沈した（第二次世界大戦で最初となる海軍航空機による潜水艦撃沈）。
ドイツ駆逐艦群は第1次ナルヴィク海戦で損傷を受け、弾薬も補給されていなかった。英・駆逐艦群を率いてフィヨルド内に進入したウォースパイトは駆逐艦「エーリッヒ・ケルナー」を粉砕し、「ディーター・フォン・レーダー」と「エーリッヒ・ギーゼ」を目標にした。「ディーター・フォン・レーダー」は乗員の手によって爆破処分が行われ、「ウォースパイト」と駆逐艦部隊は「エーリッヒ・ギーゼ」を撃沈した。オスト・フィヨルドで立ち往生してしまったドイツの駆逐艦部隊を全滅させ、「ウォースパイト」は強力な戦艦の火力をもって掩護を行った。イギリス側も駆逐艦3隻が損傷した（第2次ナルヴィク海戦）。この海戦後も「ウォースパイト」はノルウェー沖で行動し、4月19日にはヴェスト・フィヨルドで独潜水艦「U-47」の雷撃を受けたが被害はなかった。4月24日にはナルヴィクを砲撃した。

#### 地中海
1940年5月に「ウォースパイト」は地中海艦隊に戻った。イタリア参戦直後の6月11日に地中海艦隊はアレクサンドリアから出撃した。だが敵は発見できず、6月14日に艦隊はアレクサンドリアに戻った。7月7日、マルタからの船団護衛（MA5作戦）のためアレクサンドリアから出撃した。7月9日、同じく船団護衛のために出撃していたイタリア海軍と交戦した（カラブリア沖海戦）。「ウォースパイト」はイタリアの戦艦「ジュリオ・チェザーレ」に対し英国海軍における最長射撃距離での命中記録を残した。26,000ヤード (24,000 m) から砲撃を開始し、21,000メートルにて「ジュリオ・チェザーレ」に命中弾を与えた。7月13日、アレクサンドリアに帰投。
7月27日、エーゲ海からの船団支援のため、「ウォースパイト」「マレーヤ」「ロイヤル・サブリン」などがアレクサンドリアを出撃。7月30日、艦隊は帰投した。
8月16日、「ウォースパイト」「マレーヤ」「ラミリーズ」と重巡洋艦「ケント」が護衛の駆逐艦を伴ってアレクサンドリアから出撃した。目的はエジプトとの国境近くにある、リビアのフォート・カプッツォ（Fort Capuzzo、カプッツォ砦）とバルディアの砲撃であった（MB2作戦）。8月17日、「ウォースパイト」と「ケント」はフォート・カプッツォを、「マレーヤ」と「ラミリーズ」はバルディアを砲撃した。秋にクレタ島近海で哨戒中の9月22日にドイツ空軍爆撃機による空襲によって大破した（クレタ島の戦い）。
12月19日にはアルバニアのヴァロナ砲撃に、1941年1月3日にはバルディア砲撃に参加した。3月のマタパン岬沖海戦では夜間に巡洋艦3隻と駆逐艦2隻を撃沈するなどし、戦略的・戦術的な勝利に貢献した。しかし、姉妹艦の「バーラム」はドイツのUボートの攻撃によって沈没し、「クイーン・エリザベス」と「ヴァリアント」の両艦はアレキサンドリア港でイタリアの特殊潜水工作兵（人間魚雷）による攻撃を受けて大破着底し、復帰には長い時間を費やした。「ウォースパイト」はこの間何度か損傷を受けたが、深刻な損害とはならずに済んだ。

#### インド洋
同年のうちに「ウォースパイト」はアレキサンドリアを去って修理のためアメリカに向かった。8月から西海岸のピュージェット・サウンド海軍造船所（ワシントン州）で修理が行われ、15インチ砲の砲身を交換した。しかし、日本海軍に真珠湾を攻撃され、太平洋戦争が勃発すると、インド洋に展開する東洋艦隊に加わるため工事を切り上げて出港した。
1942年1月に「ウォースパイト」は東洋艦隊に編入された。そして、1927年に「ウォースパイト」を指揮したことがあるジェームズ・サマヴィル中将が乗艦し、東洋艦隊旗艦となった。東洋艦隊は低速のリヴェンジ級戦艦4隻と空母「ハーミーズ」の旧式艦隊と「ウォースパイト」と「フォーミダブル」「インドミタブル」の空母2隻からなる高速艦隊を擁するようになった。
サマヴィル中将は艦隊を保護するため移転を決め、モルディブ諸島のアッドゥ環礁を泊地にした。しかし、伝えられる情報に日本が攻撃してくる予兆があったにもかかわらず、サマヴィル中将は重巡「コーンウォール」「ドーセットシャー」の2隻と「ハーミーズ」をセイロン島に戻してしまった。4月の初旬、2つの日本海軍部隊がインド洋空襲を開始した（セイロン沖海戦）。1つは空母「龍驤」を含む巡洋艦6隻で、もう1つのは戦艦4隻と真珠湾攻撃に参加した空母5隻だった。その時、日本海軍は強力な存在となっている東洋艦隊を捜索するためインド洋に進出していた。
1942年4月4日に日本艦隊を発見し、直ちに巡洋艦2隻に対してサマヴィル中将の艦隊との合流を命じられた。数日後、「ウォースパイト」を含む高速艦隊が日本艦隊を攻撃するためアッドゥ環礁を出撃した。結局、艦隊を離れた「コーンウォール」「ドーセットシャー」「ハーミーズ」が多くの乗員とともに撃沈されたが、日本艦隊は本命の東洋艦隊を発見できず、高速艦隊に対して攻撃することなく撤退してしまった。その後、「ウォースパイト」は1943年にインド洋を去るまでの期間、限られた作戦行動で特に損傷は受けなかった。喜望峰回りで帰還する航海で主舵に不具合が生じたが、応急処置により復旧して5月に本国に戻った。その後は問題は起きず、6月にもう一度地中海に向かった。

#### 地中海の反攻

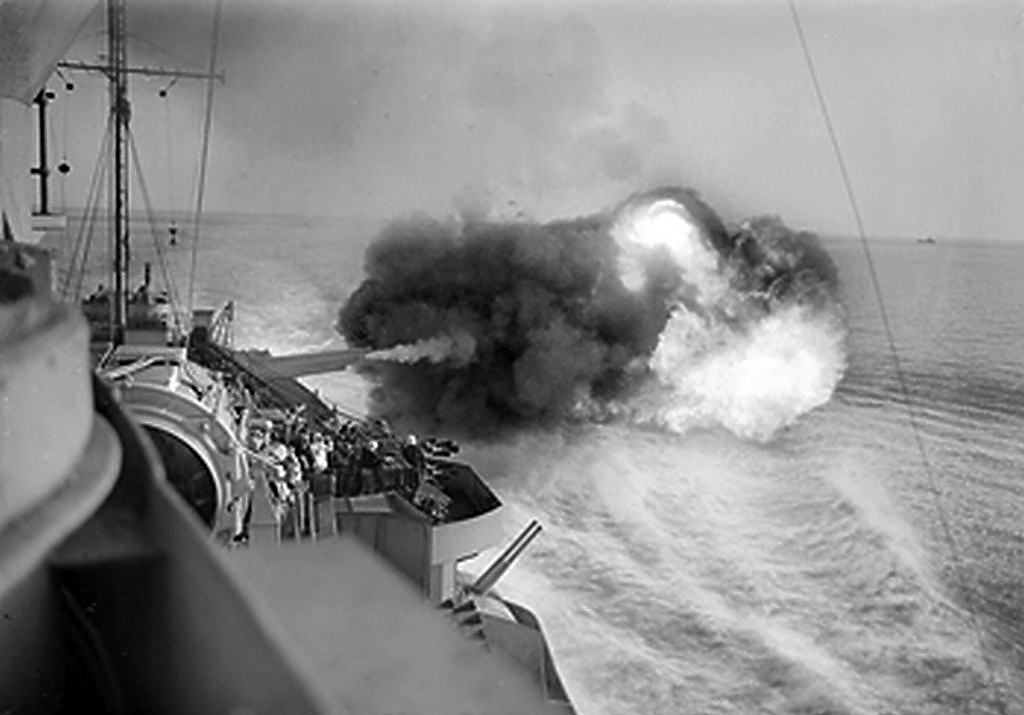
1943年、地中海で上陸支援に従事

1943年6月にジブラルタルに拠点を置くH部隊に加わり、7月にはハスキー作戦（シチリア島上陸）に参加した。戦艦「ネルソン」「ロドニー」「ヴァリアント」、空母「フォーミダブル」らとシチリア島への上陸支援のため、「ウォースパイト」は7月17日にカタニアのドイツ軍に対して艦砲射撃を行った。
9月8日と9日にはイタリア本土のサレルノに対する上陸作戦（アヴァランチ作戦）を掩護し、ドイツ空軍の激しい爆撃を受けたが、多くを撃墜。以後、英米軍はイタリア半島を北上した（イタリア戦線）。本土上陸前にイタリア政府は降伏を決めており、9月10日、「ウォースパイト」はかつて砲火を交えたイタリア艦隊のマルタ島回回航を監視することになった。
サレルノに上陸した連合国軍がドイツ軍の反撃で劣勢に追い込まれたため、「ウォースパイト」は9月15日に支援任務に戻った。「ウォースパイト」と「ヴァリアント」はドイツ軍に対して艦砲射撃を行った。しかし、翌9月16日にはドイツ空軍の攻撃で大破した。「ウォースパイト」は初期の誘導爆弾であるFX-1400（フリッツX）が3発中2発が命中。そのうちの1発が煙突の背後の水上機格納庫に命中、フリッツXは主甲板をも貫いて機関区で爆発。船体中央部の甲板に巨大な穴を開けた。もう1発は右舷側のバルジを貫通して爆発した。これにより第4ボイラー室が壊滅。隣接するボイラー室へも舷側からの浸水が入り込んで6基あるボイラーのうち稼働できるのは1基のみとなった。浸水はみるみるうちに5,000トンにも達し、右側に5度も傾いてしまった。
「ウォースパイト」は機関が停止して掃海が済んでいない機雷原へ向かって漂流を始めたが、乗組員とタグボートの努力で触雷は回避した。唯一の救いは犠牲者が少なかったことで、戦死9名・負傷者14名だった。アメリカ海軍がすぐさまマルタ島に後退させようとしたものの曳航は困難を極め、メッシーナ海峡で曳航線が2本とも千切れて一時漂流してしまうこともあった。9月19日にようやくマルタ島に到着し、ジブラルタルに曳航する前に応急修理を行った。この時のマルタ島では「ウォースパイト」が入れるドックが全壊しており、応急修理は困難を極めた。それでもボイラーが修理され、タービン機関が1基だけ動くようになったのでジブラルタルへと曳航することができた。11月8日にジブラルタルに到着し、4週間にもわたる修理を受けたが、損傷を受けた第4ボイラーの修理は断念して主砲塔も2基しか稼働できない状態だった。1944年3月に更なる修理のためイギリスのロサイスへ戻った。ロサイスでの修理では3番主砲塔の修理は見送られたが、機関の修理が進んで約21ノットまでの航行が可能となった状態で4月末で戦線復帰した。

### 最後の任務

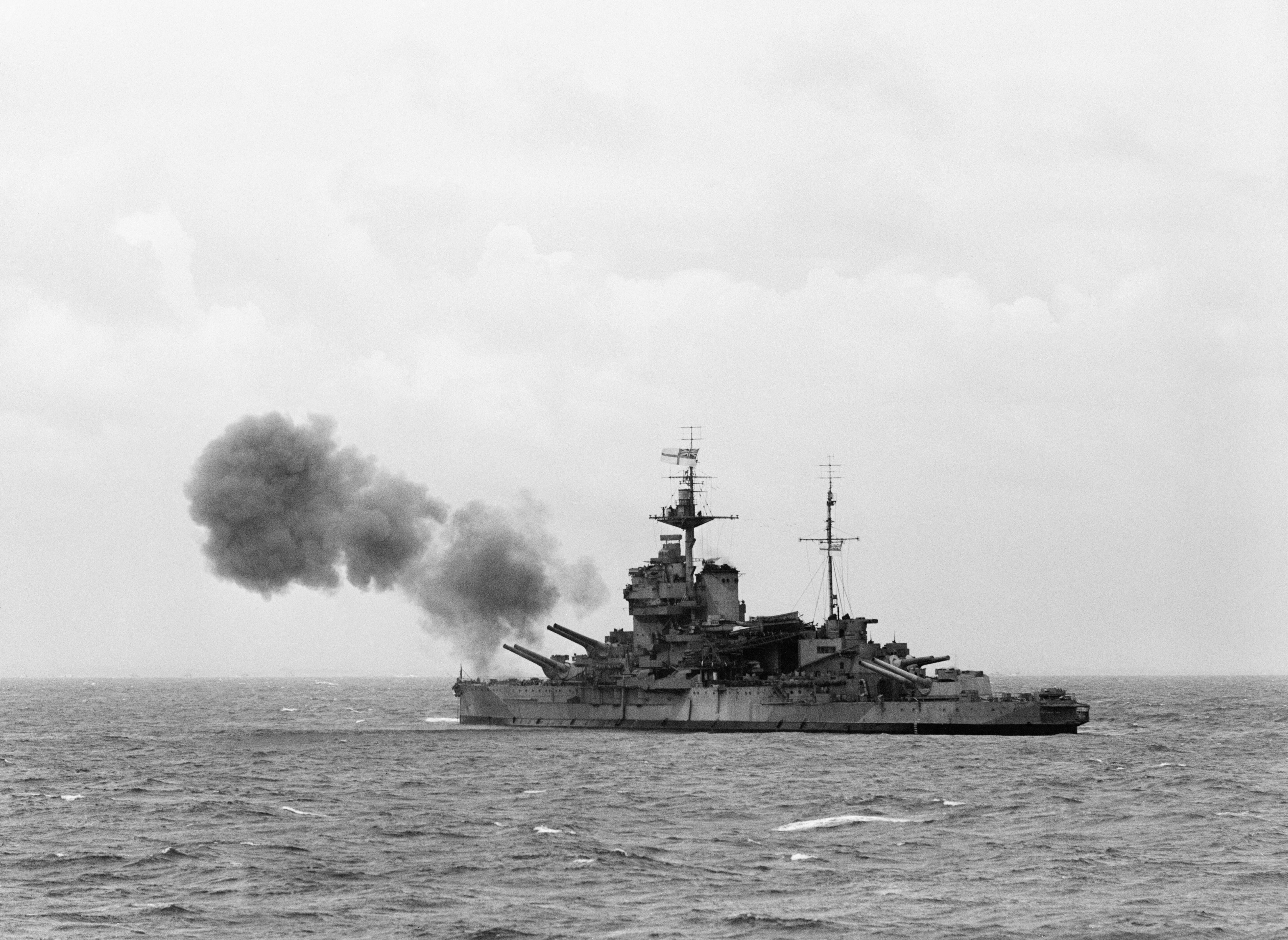
1944年、ノルマンディー沖で上陸支援に従事。損傷を受けた3番主砲塔が旋回できていない。

1944年6月6日に「ウォースパイト」は東方機動部隊の一員としてノルマンディー上陸作戦に参加し、ソード海岸の上陸を掩護するためドイツ軍に対して艦砲射撃を加えた。その後も上陸したアメリカ軍を支援していた。さらに数日後にはゴールド海岸の上陸部隊を支援。艦砲射撃は11日まで続け、英米軍から称賛された。「ウォースパイト」は砲身の交換が必要になってロサイスに送られたが、その途中、ハリッジの45キロメートル沖で左舷後部に磁気機雷が触雷し、機関をはじめとしてスクリューや舵に損傷を受け、とうとう左舷側のタービン2軸が停止した。その翌日にロサイスで修理を受けた。修理は艦砲射撃の任務に必要な箇所だけ行われ、推進軸は3軸のみとなって速力は15ノットに落ち込んだ。
修理後、8月25日にフランスのブレスト、9月10日にルアーブルの友軍を支援し、11月1日にはオランダゼーラント州のワルヘレン（ワルヘレン島）にも艦砲射撃を行った（インファチュエイト作戦）。午後5時23分に放った砲弾が、「ウォースパイト」最後の主砲発射となった。ワルヘレン島砲撃以降、1945年2月1日に「ウォースパイト」は予備役のカテゴリーCへ籍を移した。戦争終結後、ネルソン提督の乗艦した戦列艦「ヴィクトリー」のように博物館としての保存を求められたが、それらの意見は容れられず、1947年にスクラップとして売却された。

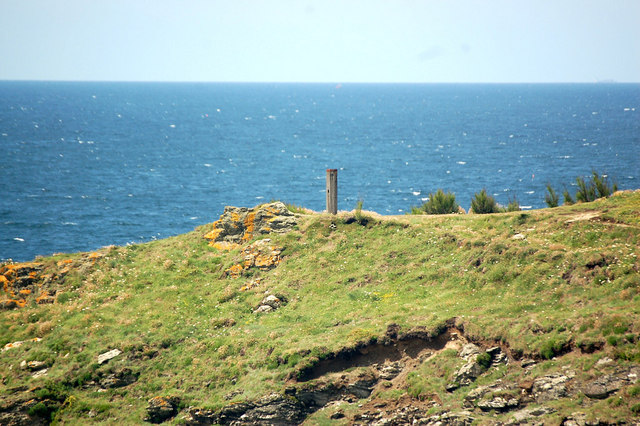
ウォースパイト記念碑（プロシア・コーブ）

ユトランド沖海戦を始め第一次世界大戦と第二次世界大戦で多くの困難をくぐり抜けてきた「ウォースパイト」だったが、1947年にもう1つの「勝利」を重ねた。解体所に向かう途中嵐に遭い、その後、錨が外れ、プロシア・コーブで座礁するまでスクラップ業者からの逃走を続けた。しかし、発見された後に本来の場所で解体が進められた。これは1950年に完了し、この年、「ウォースパイト」も、ついにその戦史にピリオドを打った。「ウォースパイト」にはイギリス海軍の提督たち、とりわけアンドルー・カニンガムが賛辞を贈っている。